# Kurt Galling
Kurt Franz Willi Galling (* 8. Januar 1900 in Wilhelmshaven; † 12. Juli 1987 in Tübingen) war ein deutscher evangelischer Theologe.

## Leben
Kurt Galling, der Sohn eines Marineingenieurs, legte 1917 die Reifeprüfung und das Hebraicum ab. 1918 begann er das Studium der Theologie an der Berliner Friedrich-Wilhelms-Universität. Nach kurzem Einsatz während des Ersten Weltkrieges in Belgien setzte er das Studium in Berlin und Jena fort. In Jena wurde er Mitglied der Schwarzburgbund-Verbindung Alemannia. In Jena wurde er zum Lic. theol. promoviert, mit einer Arbeit zum Alten Testament, 1922 legte er das erste theologische Examen ab. Danach studierte Galling Klassische Archäologie und promovierte 1923 zum Dr. phil. Von 1924 bis 1928 war er Assistent am Institutum Judaicum der  Berliner Universität, 1925 habilitierte er sich für das Fach Altes Testament. 1928 wurde Galling Oberassistent am Theologischen Seminar der Universität Halle, hier wurde er 1930 zum außerordentlichen Professor ernannt. Zwischen 1926 und 1938 war Galling mehrfach Grabungsleiter in Palästina. 1930 leitete er kommissarisch das Palästina-Institut in Jerusalem. 1934 erhielt er die theologische Ehrenpromotion in Bern.
Im Oktober 1933 trat Galling in die SA ein, im November 1934 folgte der Austritt aus gesundheitlichen Gründen. Ab 1934 wirkte er als Unterführer der Dozentenschaft. Am 15. August 1939 beantragte er die Aufnahme in die NSDAP und wurde zum 1. Januar 1940 aufgenommen (Mitgliedsnummer 8.297.216), außerdem gehörte er dem NSLB und dem Reichsluftschutzbund an.
1939 meldete sich Galling freiwillig zur Wehrmacht und war als Ausbilder für Ballistik eingesetzt. 1940 kehrte er an die Universität zurück, 1943 wurde er erneut zur Wehrmacht eingezogen und war tätig als Hilfszollbetriebsassistent in Trzebinia (Oberschlesien). 1945 von der Universität Halle entlassen, wurde Galling kurze Zeit weiterbeschäftigt in der Bibliothek des Theologischen Seminars. Obwohl er 1946 durch den Antifaschistischen Ausschuss der Stadt Halle für „politisch tragbar“ erklärt wurde, gelangte er nicht wieder an die dortige Universität.
Daher nahm Galling 1946 einen Ruf an die Universität Mainz an, wo er als Ordinarius für Altes Testament und palästinische Archäologie wirkte. 1951/52 wirkte er hier als Rektor. 1955 folgte er einem Ruf an die Universität Göttingen, ab 1962 war er Professor der Biblischen Archäologie an der Universität Tübingen. Galling wurde 1968 in Tübingen emeritiert. Von 1957 bis 1965 war er Herausgeber der 3. Auflage von Religion in Geschichte und Gegenwart.
Galling war Mitglied des Deutschen Archäologischen Instituts sowie Ehrenmitglied der amerikanischen Society of Biblical Literature and Exegesis (1951) und des Deutschen Palästinavereins zur Erforschung Palästinas (1977).

## Veröffentlichungen (Auswahl)
- Der Altar in den Kulturen des alten Orients. Curtius, Berlin 1923 (= Dissertation Universität Jena).
- Die Erwählungstraditionen Israels (= Beihefte zur Zeitschrift für die alttestamentliche Wissenschaft, Bd. 48). Töpelmann, Gießen 1928 (= Habilitationsschrift Universität Berlin).
- Die israelische Staatsverfassung in ihrer vorderorientalischen Umwelt. Hinrichs, Leipzig 1929.
- Biblisches Reallexikon. Mohr, Tübingen 1937 (2. Aufl. 1977, ISBN 3-16-139862-9).
- Syrien in der Politik der Achaemeniden. Hinrichs, Leipzig 1937.
- (mit Max Haller): Die fünf Megilloth. Mohr, Tübingen 1940.
- Das Bild vom Menschen in biblischer Sicht. Kupferberg, Mainz 1947.
- (Hrsg.): Textbuch zur Geschichte Israels. Mohr, Tübingen 1950 (3. Aufl. 1979, ISBN 3-16-142361-5).
- Die Krise der Aufklärung in Israel. Verl. d. Joh. Gutenberg-Buchhandlung, Mainz 1952.
- Studien zur Geschichte Israels im persischen Zeitalter. Mohr, Tübingen 1964.

## Festschrift
- Arnulf Kuschke, Ernst Kutsch (Hrsg.): Archäologie und Altes Testament. Festschrift für Kurt Galling zum 8. Januar 1970. Tübingen 1970.